# Nalini Krishan

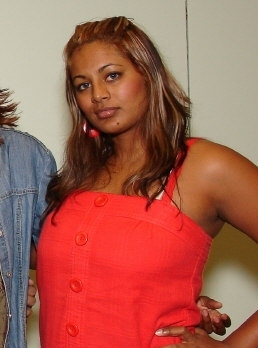
Nalini Krishan (2007)

Nalini Krishan (* 30. August 1977) ist eine von der Fidschi-Insel Suva stammende Schauspielerin und Model.

## Biografie
Krishan kam als Tochter von indischen und tibetischen Eltern auf die Welt und wuchs zweisprachig auf. Im Alter von zwei Jahren zog sie mit ihrer Familie von Suva nach Sydney, Australien, wo sie auch ihre Schulbildung begann. Im Jahr 1995 schloss sie die 12. Klasse ab und begab sich für ein Jahr nach Kanada. 1997 begann sie ein Studium und schloss dieses 1999 mit dem Bachelor ab. Sie war nun gelernte Kauffrau für die Tourismusbranche.
Bereits während ihres Studiums hatte Krishan Schauspiel-Kurse besucht und Gefallen daran gefunden, so dass sie nun auch eine Schauspiel-Karriere verfolgte. So kam es, dass sie kurz nach Abschluss ihres Studiums einer Schauspiel-Schule beitrat. Sie spielte in diversen Kurzfilmen mit, nahm an kleineren indischen Produktionen teil und hatte ihren ersten größeren Auftritt im Film Holy Smoke. Am bekanntesten wurde sie jedoch durch ihren Auftritt in Star Wars: Episode II – Angriff der Klonkrieger, wo sie die Jedi-Schülerin Barriss Offee verkörperte.
Dank dieser Rolle wurde sie auch auf diversen Veranstaltungen ein gefragter Gast, so besuchte sie die Star Wars Celebration III in Indianapolis (2005) und die Star Wars Celebration IV in Los Angeles (2007). Weitere Auftritte hatte sie in der ALL Con Dallas (2006), der Adventure Con in Knoxville, Tennessee (2007), bei C-3POlis in Frankreich. Sie besuchte zudem Japan und Vereinigtes Königreich und kam auch zweimal nach Deutschland, zu Sammler Börsen NRW im Jahr 2005, und im selben Jahr auch noch nach Bremen.
Neben ihren schauspielerischen Tätigkeiten modelte Krishan auch. Derzeit (2010) lebt sie in London.

## Filmografie
- 1998: Prem Aggan
- 1998: Soldier
- 1999: Holy Smoke
- 2000: Pizza (Fernsehserie)
- 2002: Star Wars: Episode II – Angriff der Klonkrieger (Star Wars: Episode II – Attack of the Clones)
- 2007: The Benvenuti Family (Fernsehserie)
- 2012: Posey (Kurzfilm)